# Stanford Derere
Stanford Derere  es un escultor de Zimbabue conocido por sus tallas en piedra, nacido el 31 de enero de 1956 en Chapeya Ma Village en el distrito de Makosa. Pertenece a la segunda generación de escultores modernos de Zimbabue.

## Datos biográficos
Nacido en el pueblo de Chapeyama, Derere creció jugando con arcilla y trabajando en la agricultura. En la escuela se interesó por el dibujo y durante un poco de tiempo asistió a una escuela de arte para aprender pintura y dibujo, pero hubo de abandonarla al no poder pagar la matrícula. En 1985 comenzó sus estudios en el Taller BAT dependiente de la Galería Nacional de Zimbabue, interesado todavía en la pintura y el grabado y en 1988 obtuvo el certificado de excelencia. Inmediatamente después pasó a la escultura, en la que se ha especializado, y ha expuesto su obra en Zimbabue y en diversos países europeos; sus esculturas se encuentran en la colección del Parque de Esculturas Chapungu.